# Nomada melanoptera
Nomada melanoptera är en biart som beskrevs av Cockerell 1921. Nomada melanoptera ingår i släktet gökbin, och familjen långtungebin. Inga underarter finns listade i Catalogue of Life.